# Diener des Volkes (Fernsehserie)
Diener des Volkes (Originaltitel: Sluha narodu, ukrainisch Слуга народу, russisch Слуга народа Sluga naroda) ist eine in der Ukraine von Wolodymyr Selenskyjs Studio Kwartal 95 produzierte Polit-Comedy-Serie über eine fiktive Geschichte der Wahl des Präsidenten der Ukraine. Hauptdarsteller und Produzent der Serie ist der spätere Präsident der Ukraine, Wolodymyr Selenskyj. Regisseur war der russische Theater- und Kinoregisseur Olexey Adolfovich Kiryushchenko. Die Serie wurde von 2015 bis 2017 vom ukrainischen Fernsehsender 1+1 ausgestrahlt.

## Handlung

### Staffel 1
Nach der Trennung von seiner Frau ist der Geschichtslehrer Wassyl Holoborodko wieder bei den Eltern eingezogen und unterrichtet an einer Schule in Kiew. Seine Schüler filmen heimlich die Schimpftirade Holoborodkos über die ukrainische Politik und laden diesen Film bei YouTube hoch. Mit Crowdfunding finanzieren sie für ihren Lehrer den Wahlkampf. Daraufhin wird der unerfahrene, aber ehrliche Lehrer zum Präsidenten gewählt und tritt zum Kampf gegen die Korruption an. „Dabei stolpert er durch die Abgründe der Kiewer Politik, vom Staatsbankrott über Oligarchenintrigen bis hin zu durchzechten Partynächten mit den IWF-Vertretern.“
Holoborodko lässt kurz nach seiner Amtseinführung mehrere hohe Staatsämter mit Freunden und Bekannten besetzen: Seine Ex-Frau wird Direktorin der Nationalbank der Ukraine, seine ehemalige Lehrerin Chefin des Sicherheitsdienstes (SBU) und die Posten des Außen-, Verteidigungs- sowie Finanzministers werden fortan durch alte Freunde Holoborodkos ausgeübt. Alle haben mit Schwierigkeiten in ihren neuen Ämtern zu kämpfen. Als der neuen SBU-Chefin eine psychoaktive Substanz durch einen ihrer Mitarbeiter verabreicht wird und sie daraufhin auch unauffindbar verschwunden ist, wird ein armenischer Bekannter Holoborodkos neuer SBU-Chef.
Gegen Ende der ersten Staffel wird während einer live ausgestrahlten TV-Debatte am ukrainischen Nationalfeiertag, an der Holoborodko, Mukhin, der Premierminister sowie der Vorsitzende der Regierungspartei teilnehmen, Ministerpräsident Tschujko wegen seiner Schlüsselrolle bei der Korruption innerhalb der staatlichen Führungsschicht verhaftet, was einen Verdienst von Holoborodkos neuem Team darstellt. Ein Attentat auf Holoborodko, das während der TV-Sendung stattfinden sollte, wird durch dessen Leibwächter verhindert.

### Staffel 2
Tschujko, inzwischen zu einer mehrjährigen Gefängnisstrafe verurteilt, kommt auf Betreiben Holoborodkos wieder frei, um diesen mit seinem Hintergrundwissen beim Kampf gegen die drei mächtigsten Oligarchen der Ukraine zu unterstützen. Jedoch wird für die Öffentlichkeit der Tod Tschujkos inszeniert. Zwischenzeitlich wirbt Außenminister Mukhin beim IWF für einen staatlichen Kredit, der schlussendlich wegen daran gebundener, nicht annehmbarer Bedingungen von Holoborodko abgelehnt wird. Surikow (welcher teilweise auch mit den Oligarchen zusammenarbeitet) wurde inzwischen zum neuen Premierminister ernannt, übergangsweise bekleidete Mischenko dieses Amt. Da für die Oligarchen Holoborodko eine Bedrohung darstellt, wollen diese von der Rada (deren Abgeordnete sich bei nahezu allen Entscheidungen korrumpieren lassen) eine Amtsenthebung gegen den Präsidenten einleiten lassen. Holoborodko tritt jedoch kurz vor der Abstimmung über seine Amtsenthebung als Präsident zurück. Bald darauf werden Neuwahlen angesetzt, Holoborodko und sein altes „Team“ möchten erneut antreten. Die meisten übrigen Konkurrenten treten als Strohmänner für die inzwischen nur noch zwei verbliebenen Oligarchen (einer wurde erfolgreich verhaftet) an. Wenig später lässt Surikow noch einen Weiteren der drei Oligarchen festnehmen. Surikow kandidiert ebenfalls für das Präsidentenamt, verspricht anfangs jedoch, seine Stimmen auf Holoborodko zu übertragen. Nachdem bis auf Surikow und Holoborodko alle anderen Bewerber ihre Kandidatur zurückgezogen haben, wird Surikow Wahlgegner Holoborodkos. Als während einer Fernsehsendung das „offizielle“ Wahlergebnis, nach dem Surikow die Wahl gewonnen haben soll, verkündet wird, regt sich Widerstand im Studiopublikum. Das Publikum bezeichnet das Ergebnis als eine Fälschung. Ein Redakteur lässt einen Film einspielen, aus dem hervorgeht, dass mehrere Millionen Bürger für Holoborodko gestimmt haben und dieser somit der eigentliche Wahlsieger ist.

### Staffel 3
In der letzten Staffel kommt Dmytro Surikow an die Macht, der Herrscher über ein „Milchimperium“, und lässt Holoborodko verhaften. Surikow wird durch die Nationalistin Schanna Boryssenko entmachtet. Holoborodko kommt schließlich aus dem Gefängnis frei, wendet die finanzielle Katastrophe der Ukraine ab und eint das Land.

## Soundtrack
Laut Eintrag im Abspann stammt der Soundtrack der Serie von den meist als Duo auftretenden Musikern Potap und Nastja und dem Komponisten Dmytro Schurow.
Die Vorspann-Musik stammt von Dmytro Schurow und wird von Matthias Schwartz in seiner Analyse im ZfL BLOG als textlich ambivalent eingestuft.
Bei der in Episode 1 zum Schluss auftretenden Band Dzidzio handelt es sich um eine tatsächliche Band aus der Ukraine. Der verwendete Song (russisch Сама-сама Sama-sama) wurde bereits 2011 veröffentlicht.
Der zur Serie namensgleiche Song von Potap und Nastja wird in den Episoden 3 bis 6 und Episode 23 von Staffel 1 als Abspannmusik verwendet. Zusätzlich wird er für den Trailer des Films „Sluga Naroda 2“ verwendet.
Die restlichen Episoden der Staffel 1 enden meist mit einer individuellen Abspann-Musik aus einer großen Bandbreite von Musik-Genres oder greifen Begleitthemen aus der Staffel 1 auf.

## Produktion
Die Erstellung des Drehbuchs begann im Sommer 2014. Die Premiere der ersten Staffel der Serie fand am 16. November 2015 statt, im Dezember 2015 wurde die letzte  Sendung der ersten Staffel, Nr. 24, veröffentlicht. Am 23. Oktober 2017 startet die zweite Staffel, Від любові до імпічменту. Im November 2017 wurde die  24. und letzte Sendung der zweiten Staffel ausgestrahlt.
Im November 2017 sagte Selenskyj in einem Interview mit Den, dass die Macher der Serie den Wunsch haben, die dritte Staffel der TV-Serie zu erstellen, aber den Zeitpunkt nicht bestimmen könnten. Die Ausstrahlung der dritten Staffel (Вибір.) startete kurz vor Beginn des Präsidentschaftswahlkampfs im März/April 2019.
Die Rechte an der Ausstrahlung der Serie, die von Simone Brunner (Der Standard) als „eine Art humoristisches House of Cards mit ukrainischem Lokalkolorit“ beschrieben wurde, wurden 2016 von Netflix gekauft.
Die Fernsehserie wurde zum Grundstein für Wolodymyr Selenskyjs politischen Durchbruch und gab der Partei Selenskyjs den Namen (Partei Sluha narodu).
Sie war die erfolgreichste ukrainische Fernsehserie des Jahres 2015, die von 20 Millionen Zuschauern gesehen wurde.
2016 wurde die Serie auf internationalen Festivals in den USA, Deutschland und Südkorea ausgezeichnet, gewann den Remi Award und wurde für die Seoul International Drama Awards nominiert.

## Spätere Ausstrahlungen
Die erste von drei Staffeln (23 Episoden) mit deutschen Untertiteln war vom 19. November 2021 bis 18. Mai 2022 in den Mediatheken von Arte, ARD und ZDF verfügbar. Mit Beginn des Ukraine-Kriegs gab es ein gesteigertes Interesse an der Serie. Über eine mögliche Fortsetzung wurde diskutiert. Alle Staffeln waren bis Ende Dezember 2022 in der Arte-Mediathek verfügbar.
Seit Ende Mai 2022 sind alle Episoden der ersten, zweiten und dritten Staffel auf Netflix verfügbar. Die Tonspur der Serie ist in Originalsprache verfügbar, dazu gibt es deutsche, türkische, ukrainische, englische und französische Untertitel. Der gleichnamige Film ist ebenfalls auf Netflix verfügbar.

## Rezeption

### Ukraine
Auf dem Bewertungsportal Metacritic hat die Serie eine durchschnittliche Bewertung von 87 von 100 Punkten. Auf IMDb liegt die durchschnittliche Bewertung bei 7,3/10.
Ein Teil der ukrainischen Persönlichkeiten des öffentlichen und kulturellen Lebens betrachtete die Serie als ukrainophob und kritisierte die Serie wegen der Dominanz der russischen Sprache. Insbesondere der ukrainische Journalist Vadym Yerchenko kritisierte die Handlung der Serie und bezeichnete sie als populistisch. Der Politologe Valery Maidanyuk, Professor der Abteilung für ukrainische Sprache an der Kyiv-Mohyla-Akademie, Larysa Masenko und die ZIK-TV-Journalistin Tetyana Kuzminchuk kritisierten die Serie wegen ihres überwiegend russischsprachigen Charakters, der zu „Sprachschizophrenie“ führe. Maidanyuk erwähnt als Beispiel dafür, dass der Präsident und die gesamte politische Elite in der Serie ausschließlich russischsprachig sind und die ukrainische Sprache und Kultur als „marginale Ureinwohner-Folklore“ vor dem Hintergrund des Russischen dargestellt wird. Der Protagonist liest eine Rede auf Ukrainisch und sagt dann auf Russisch: „Nein. Ich werde ich selbst bleiben, ich werde Russisch sprechen.“ Kuzminchuk äußerte, dass in der Serie die ukrainische Sprache nur in kleine Episoden eingeflochten worden sei.
Die Journalistin Tetyana Savkiv führt die Szene als Beispiel an, in der der Protagonist den „berühmten Ukrainophoben“ Petro Stolypin zitiert: „Aber wissen Sie, ich bin glücklich, für meinen Zaren zu sterben.“ und der ukrainische Schriftsteller Sashko Lirnyk führt negative Charakterisierungen der Ukrainer als Beispiele für Ukrainophobie an.

### Deutschland
Stefan Fischer fasste seine Rezension in der Süddeutschen Zeitung zusammen: „Wolodimir Selenskij ist eine Satire geglückt, in der das Feinsinnige und das Brachiale bestens nebeneinander existieren. Und die immer und immer wieder den realen Kern trifft.“
Im Deutschlandfunk Kultur zeigte Patrick Wellinski Bezüge für die Entstehung der Serie auf, welche nach seiner Auffassung den sehr großen Erfolg in der Ukraine erklärten: „Diese Serie entstand als Reaktion auf die pro-europäischen Proteste auf dem Maidan-Platz in Kiew. Und deshalb funktioniert diese ganze Erzählung so wie ein Plädoyer dafür, dass Demokratie okay ist, dass Demokratie in der Ukraine funktionieren kann, dass der Aufmarsch auf dem Maidan nicht umsonst war, dass es aber auch einen großen Umbau bedeutet. In jeder Folge wird es uns gezeigt, wie verschwenderisch der Staatsapparat aufgebaut ist, welche Rolle die Oligarchen haben, wie die Medien funktionieren sollten.“

## Zusammenhang mit der Präsidentschaftswahl
„Diener des Volkes“ (ukrainisch Sluha narodu) wurde zum Namen der Partei Sluha narodu von Iwan Bakanow, dem damaligen Leiter der produzierenden Fernsehproduktionsgesellschaft Studio Kwartal 95. Wolodymyr Selenskyj wurde bei der Präsidentschaftswahl in der Ukraine am 21. April 2019 als politisch bisher nicht hervorgetretener Schauspieler zum Präsidenten der Ukraine gewählt.
Der Wählerausschuss der Ukraine appellierte an Wolodymyr Selenskyj, die Ausstrahlung der TV-Serie „Diener des Volkes-3“ als politische Werbung zu bezahlen. Ihm wurde vorgeworfen, gegen das Gesetz über die Wahlen des Präsidenten verstoßen zu haben.
Dem Direktor des Kiewer Internationalen Instituts für Soziologie (KIIS), Wolodymyr Paniotto, zufolge könnte sowohl das Image des Filmpräsidenten Holoborodko als auch das von Selenskyj persönlich bei dem Wahlerfolg Selenskyjs eine Rolle gespielt haben – der Traum, dass ein einfacher, ehrlicher, wenn auch nicht qualifizierter Mann Präsident wird. Laut einer Umfrage des KIIS war dies „hilfreich“, jedoch „nicht ausschlaggebend“. Diana Duzyk, Medienexpertin am Ukrainischen Institut für Medien und Kommunikation, ist der Überzeugung, dass die direkte Ausstrahlung der Serie Diener des Volkes im Vorfeld der Wahlen „Teil des Wahlkampfs“ gewesen sei, sich jedoch in einer „Grauzone“ der Gesetzgebung befinde.

## Sonstiges
Diener des Volkes war auch der Titel eines 1948 unter der Regie von Graham Wallace gedrehten Films über die Hamburger Polizei, zumal über die Ausbildung junger Polizisten, der in den Kinos der britischen Besatzungszone zum Zweck der Reeducation gezeigt wurde. Der Wahlwerbespot und der darin verwendete Walzer aus Folge 19 der zweiten Staffel parodiert das Ende des Sowjetischen Kultfilms Vorsicht, Autodieb!.